# Willie Mabon
Willie Mabon (Memphis, 24 oktober 1925 – Parijs, 19 april 1985) was een Amerikaanse rhythm-and-blues-zanger, pianist en componist.

## Carrière
Hij groeide op in Memphis (Tennessee) en was reeds bekend als pianist en zanger toen hij in 1942 naar Chicago trok. Hij vormde de groep "The Blues Rockers". In 1949 brachten zij een plaat uit op het label Aristocrat, terwijl hij als Big Willie een plaat opnam voor Apollo Records. Na zijn militaire dienst ging hij in 1951 als solo-artiest naar Chess Records, waar hij eind 1952 en begin 1953 zijn grootste succes had met "I Don't Know". Dit werd een nationale nummer 1-R&B-bestseller in de States. Hierop nam Linda Hayes een "answer song" op getiteld "Yes, I Know (What You're Putting Down)". De song deed het ook goed bij het blanke publiek. Het was een van de eerste R&B-songs die door een blanke artiest, Tennessee Ernie Ford, werd gecoverd.
Later in 1953 had Willie Mabon nog een bestseller met "I'm Mad" en in 1954 scoorde hij een hit met "Poison Ivy", een nummer van Mel London. In 1956 verliet hij Chess Records. Hij nam nadien voor verschillende kleinere labels (Federal, MAD, Formal, USA Records) platen op, die zijn vroegere successen niet meer evenaarden. 
In 1972 ging hij naar Parijs en van toen af bracht hij de meeste tijd door in Europa, waar hij een aantal albums opnam voor Duitse en Franse labels. Hij speelde in 1973 op het Montreux Jazz Festival. In 1985 overleed hij in Parijs na een aanslepende ziekte.